# Хоннонбо
Хоннонбо (Hòn Non Bộ, 𡉕𡽫部) — вьетнамское искусство создания миниатюрных скульптурных групп, имитирующих острова, горы и окружающую их природу. По-вьетнамски название означает «острова и горы в горшке».

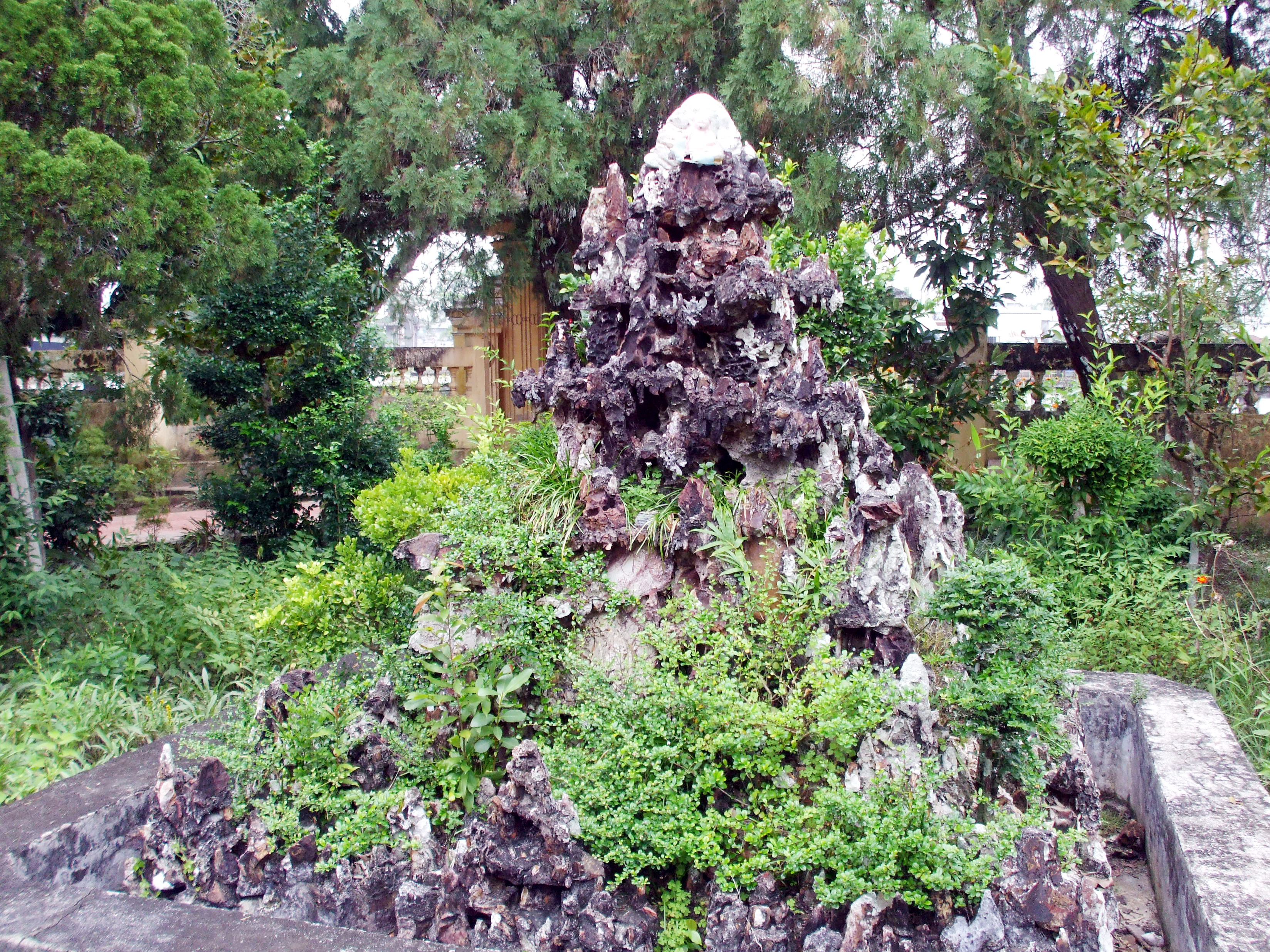

Хоннонбо — вьетнамский вариант ландшафтного искусства, аналог китайского пэньцзина, как и японский бонсай. Одно из основных отличий хоннонбо от других стилей ландшафтной скульптуры — в нём используется настоящая вода, а не заменяющий её песок или щебень.
Хоннонбо может быть как велик, так и мал, средний размер — 30—60 см. Обычно такие скульптуры выставляют во внутренний двор перед входом, чтобы украсить его. Хоннонбо создавали для высокопоставленных вьетнамцев (императоров, генералов), чтобы скульптурные композиции несли декоративное, монументальное и культурное значение.

## История

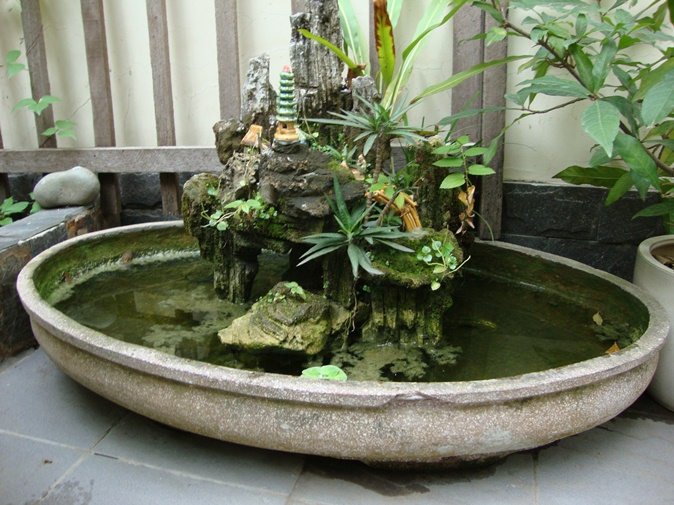
Хоннонбо с камнями, растениями, скульптурными группами, водопадом и аквариумом

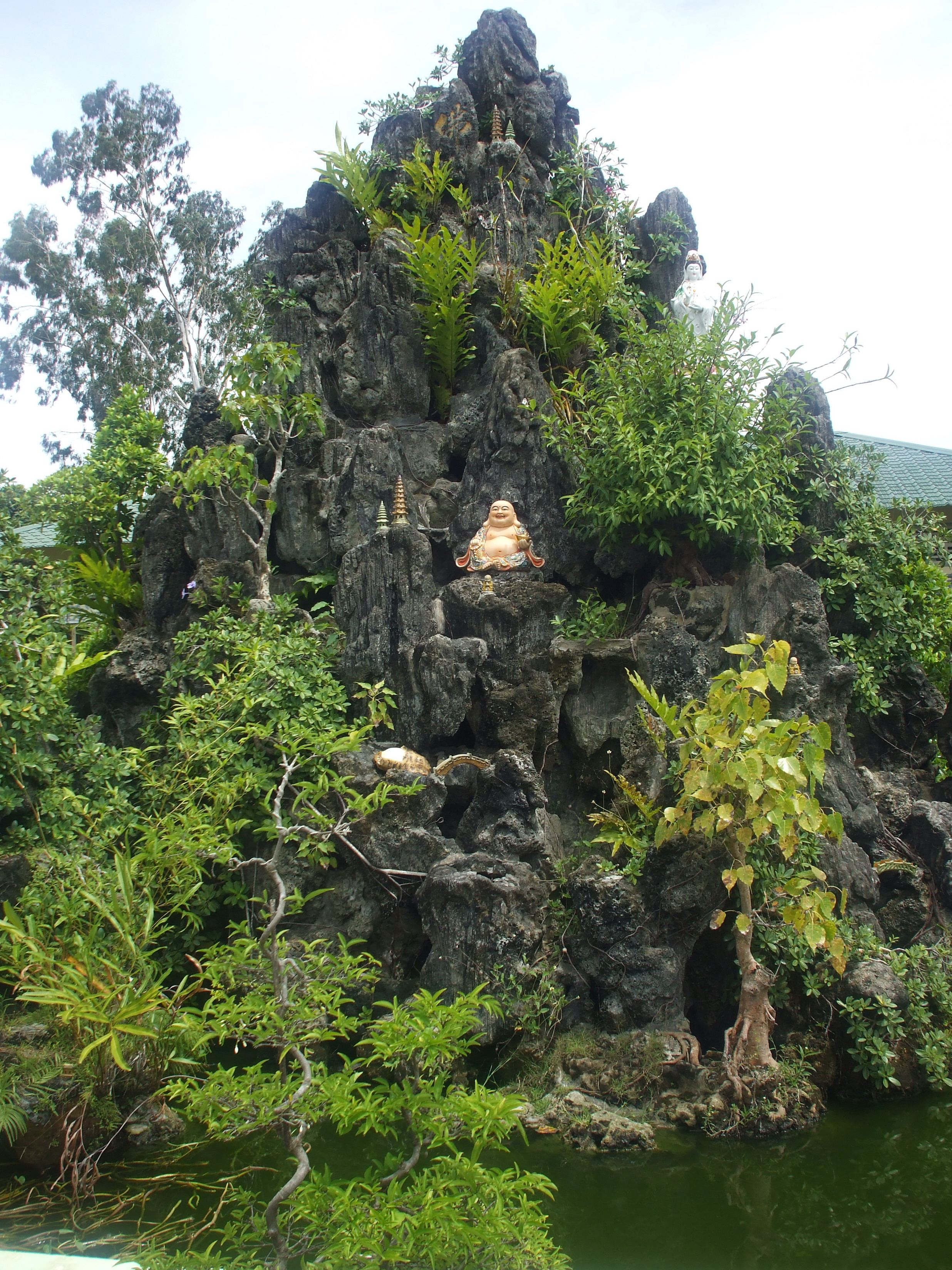

Королевство Аулак было вассалом Китая с 196 года до н. э., и в 111 году до н. э. аннексировано. В 679 году н. э. династия Тан создала протекторат Аннам (Вьетнам). В 939 году Вьетнам получил независимость, и в этом же году впервые встречены упоминания хоннонбо.
Люди всех социальных слоёв помещали растения и камни в воду, налитую в каменные сосуды. Позже сосуды стали изготовлять из искусственного мрамора, а в новое время — из бетона. 
Разновидность хоннонбо, в которой центральным объектом является дерево (оно больше «горы») — тьеукань (Tiêu Canh). Богатые и знатные вьетнамцы заказывали скульптурные композиции до восьми метров в высоту, причём горы в них всегда были больше. Эти скульптуры могли включать палочки с благовониями, миниатюрные фигурки и написанные стихи и известные фразы. Почти всегда хоннонбо занимали место во дворцах и храмах. Хоннонбо продолжали делать даже после смерти Нго Куена в период восстаний.
Хоннонбо помещали в храмах, чтобы почтить память о делах владык, управлявших в 968—1005 годах.
С 1225 по 1400 год, в правление династии Чан, монгольские войска наводняли Вьетнам, уничтожая храмы. После отражения нападений храмы восстанавливали с хоннонбо, используя труд предателей.
В 1406 году завоевавшая Вьетнам китайская династия Мин конфисковала огромное множество культурных памятников и предметов искусства, включая хоннонбо. Они были уничтожены или отправлены в Китай. Освободившая страну династия Ле (1428—1788) восстановила множество разрушенных дворцов и парковых скульптур, а также создавала новые. В этот период хоннонбо из саговника изготавливали для дней рождения королей, властителей и пожилых знатных людей. Учёный Нгуен Бинь Кхьем (1491—1585), по легенде, использовал хоннонбо для предсказаний о судьбах людей.
Хоннонбо упомянуты в знаменитом романе Стенания истерзанной души поэта Нгуен Зу. В правление династии Нгуен (1802—1945) процветало искусство художественной модификации деревьев без пейзажей, кэйкьенг (cây kiêng). Императоры сажали сосны и можжевельник, чиновники — тую и казуарины, интеллектуалы предпочитали фикусы, простые люди — мальву, кайюпут и тамаринд. Все деревья, кроме тех, что растили императоры, должны были быть пригнуты к земле, чтобы их владельцы не казались наглецами.